# Illnath
Illnath este o formație de black metal melodic din Copenhaga, Danemarca fondată în anul 1997.